# Rubidij
Rubídij (latinsko rubidus - temnordeč) je kemični element, ki ima v periodnem sistemu simbol Rb in atomsko število 37. To je mehak, srebrno bel kovinski element iz skupine alkalijskih kovin. Izotop Rb-87, ki nastopa v naravi, je (rahlo) radioaktiven. Rubidij je zelo reaktiven in ima podobne lastnosti kot ostali elementi iz prve skupine.

## Pomembne lastnosti
Rubidij je drugi najbolj elektropozitiven element izmed alkalijskih elementov. Kot drugi elementi prve skupine se na zraku vžge sam in burno reagira z vodo, pri čemer osvobodi in včasih vžge kisik. Podobno kot druge alkalijske kovine tudi rubidij z živim srebrom tvori amalgame in lahko tvori zlitine z zlatom, cezijem, natrijem in kalijem. Plamenu daje rumeno-vijolično barvo.